# Rencilla
Rencilla é uma banda panamense de hardcore punk formada em 1997 na Cidade do Panamá.

## Integrantes
- Durmada Damana Das – vocal
- Justo Villalaz – guitarra e vocal de apoio
- Irene Villalaz – baixo
- Ramphis Samudio – bateria

## Discografia
- 2001: Euforias Masivas
- 2003: Pies de Loto
- 2007: 10 Años Hardcore... Sólo Los Fuertes Sobreviven